# Лукашевич, Юзеф (историк)
Юзеф Лукашевич (пол. Józef Łukaszewicz, 30 ноября 1799, Крамплево, Великопольское воеводство — 13 февраля 1873, Таргошице, Великопольское воеводство) — польский историк, библиограф

 и библиотекарь

; исследователь истории народного образования.

## Биография
Юзеф Лукашевич родился 30 ноября 1799 года в Крамплево в дворянской семье Теодора Юзефа Лукашевича (1747–1805) и его жены Катажины Зофии Марианны Лукашевич, урожденной Барановской (1765–1843). Младший брат художника Иосифа Игнатия Лукашевича. Окончил школу в Калише. Изучал историю и литературу в Ягеллонском университете в Кракове. 
В 1825 году впервые напечатал свои стихи в журнале «Weteran Poznański». С 1828 года работал библиотекарем в Библиотеке Рачинского в Познани.
Был издателем многих исторических документов и материалов XVII-XVIII веков. Автор нескольких исторических трудов, важнейшая из которых — «История школы в Королевстве и Великом княжестве Литовском с древнейших времен и до 1794 года» (т. 1-4, 1848-51). В ней много места уделяется истории образования на украинских землях.
Юзеф Лукашевич умер 13 февраля 1873 года в Таргошице.